# Weinmannia eriocarpa
Weinmannia eriocarpa är en tvåhjärtbladig växtart som beskrevs av Louis René Tulasne. Weinmannia eriocarpa ingår i släktet Weinmannia och familjen Cunoniaceae. Inga underarter finns listade i Catalogue of Life.